# Maria di Borgogna (1298-1336)

Stemma dei Duchi di Borgogna

Maria di Borgogna (1298 – marzo 1336) fu contessa consorte di Bar dal 1310 fino alla sua morte.

## Origine
Secondo la Histoire des ducs de Bourgogne de la race capétienne, vol. VI, Giovanna era la figlia femmina quartogenita del Duca di Borgogna e re titolare di Tessalonica, Roberto II e della moglie, Agnese di Francia (1260-1325), che, come ci viene confermato dalla Chronique anonyme des rois de France, era la figlia minore (ultimogenita) del re di Francia, San Luigi IX (1215 – 1270) e di Margherita di Provenza (1221 – 1295), che, come riportato dal Vincentii Bellovacensis Memoriale Omnium Temporum era la figlia primogenita del conte di Provenza e conte di Forcalquier, Raimondo Berengario IV (1198 – 1245) e della moglie (come risulta dalla cronaca del monaco benedettino inglese, cronista della storia inglese, Matteo Paris (1200 – 1259), quando descrive il matrimonio della figlia Eleonora con il re d'Inghilterra, Enrico III), Beatrice di Savoia (1206 – 1266).
Roberto II di Borgogna, come ci viene confermato nel testamento del padre del 1272, era il figlio quintogenito ed anche ultimogenito del Duca di Borgogna ed in seguito re titolare di Tessalonica, Ugo IV di Borgogna e della prima moglie, Iolanda di Dreux, che, come ci viene confermato dalla Chronica Albrici Monachi Trium Fontium, era figlia del conte di Dreux e di Braine, Roberto III e della moglie (come ci viene confermato dal documento n° LXXIX del Cartulaire du comté de Ponthieu), Eleonora, signora di Saint-Valéry, come appendiamo dalla Histoire généalogique des ducs de Bourgogne de la maison de France.
Due sue sorelle furono regine di Francia: prima, dal 1314 al 1315, Margherita, moglie di Luigi X di Francia, e poi, dal 1328 al 1349, Giovanna la zoppa, moglie di Filippo VI di Francia.

## Biografia
Suo padre Roberto II fu incaricato di importanti missioni dai re di Francia Filippo III l'Ardito e Filippo il Bello. Da quest'ultimo fu nominato gran ciambellano di Francia.
Nel 1297 Filippo il Bello lo scelse per una delicata missione a Roma, per cui Roberto fece testamento, nominando come suo successore il figlio Ugo e affidando la reggenza alla moglie Agnese di Francia, finché Ugo non avesse raggiunto la maggior età, citando inoltre, oltre i figli ancora in vita, un figlio che doveva ancora nascere e che nacque pochi mesi dopo: Maria.
Dopo che, nel 1305, si era ammalato, suo padre Roberto II morì il 21 marzo 1306 lasciando erede il figlio Ugo, sotto la tutela della madre, Agnese di Francia.
Secondo lo storico inglese Thomas Rymer (1643 ca. – 13 dicembre 1713), il re inglese Edoardo I Plantageneto, nel 1306, scrisse una lettera alla mamma di Maria, la duchessa reggente di Borgogna, Agnese di Francia, proponendo un matrimonio tra la figlia di Agnese, Maria e un nipote di Edoardo I, anche lui di nome Edoardo.
Il contratto di matrimonio tra Edoardo di Bar e Maria fu redatto a Bar-sur-Aube il 13 giugno 1306 dal fratello di Maria, il duca di Borgogna, Ugo V, come da documento n° 577 del Cartulaire de Hugues de Chalon (1220-1319).
A Montbard, l'11 febbraio 1310, Maria sposò il conte di Bar, Edoardo I, secondo la Histoire généalogique de la maison royale de Dreux (Paris), Luxembourg, Preuves de l'histoire de la maison de Bar-le Duc era l'unico figlio maschio del Conte di Bar, di Mousson, Enrico III e della moglie Eleonora d'Inghilterra, che era figlia del re d'Inghilterra e duca d'Aquitania Edoardo I Plantageneto e della sua prima moglie, Eleonora di Castiglia, figlia secondogenita del re di Castiglia Ferdinando III il Santo e di Giovanna di Dammartin, Contessa di Ponthieu (contea nel dipartimento della Somme le cui città principali erano Abbeville e Montreuil-sur-Mer).
Enrico III di Bar (Henry aineis fils le comte de Bar), come ci viene confermato dal testamento del padre, nelle Preuves de l'HISTOIRE ECCLESIASTIQUE ET CIVILE DE LORRAINE, Volume 2, era il figlio maschio primogenito del Conte di Bar, di Mousson, Teobaldo II (Thiebaut cuens de Bar) e della sua seconda moglie, la Signora di Toucy, di Saint-Fargeau e di Puisaye (regione compresa tra il Gâtinais e la Borgogna), Giovanna di Toucy (Jehenne contesse de Bar ma femme), che era figlia di Giovanni, Signore di Toucy, di Saint-Fargeau e di Puisaye (regione compresa tra il Gâtinais e la Borgogna) e sua moglie Emma di Laval.
Solo dopo il matrimonio suo marito Edoardo raggiunse la maggior età e governò da solo le sue contee.
Maria morì alcuni mesi prima del marito, nel 1336.

## Figli
Maria ed Edoardo ebbero tre figli:
- Enrico (ca.1312-1344), Conte di Bar, di Mousson[19];
- Eleonora († 1332), sposata (1330) con Rodolfo di Lorena, figlio di Federico IV[20];
- Beatrice, moglie di Guido I Gonzaga, signore di Mantova[21].

## Ascendenza
|                              |                           |                                           | Genitori                                    |  |  | Nonni |  |  | Bisnonni                     |  |  | Trisnonni                 |  |
|                              |                           |                                           |                                             |  |  |       |  |  | Oddone III, duca di Borgogna |  |  | Ugo III, duca di Borgogna |  |
|                              |                           |                                           |                                             |  |  |       |  |  | Oddone III, duca di Borgogna |  |  | Ugo III, duca di Borgogna |  |
|                              |                           | Alice di Lorena                           |                                             |  |  |       |  |  | Oddone III, duca di Borgogna |  |  |                           |  |
| Ugo IV, duca di Borgogna     |                           |                                           |                                             |  |  |       |  |  | Oddone III, duca di Borgogna |  |  |                           |  |
|                              |                           | Alice di Vergy                            | Ugo, signore di Vergy                       |  |  |       |  |  |                              |  |  |                           |  |
|                              |                           | Alice di Vergy                            | Ugo, signore di Vergy                       |  |  |       |  |  |                              |  |  |                           |  |
|                              |                           | Alice di Vergy                            | Gillette di Traînel                         |  |  |       |  |  |                              |  |  |                           |  |
| Roberto II, duca di Borgogna |                           | Alice di Vergy                            |                                             |  |  |       |  |  |                              |  |  |                           |  |
|                              |                           | Roberto III, conte di Dreux               | Roberto II, conte di Dreux                  |  |  |       |  |  |                              |  |  |                           |  |
|                              |                           | Roberto III, conte di Dreux               | Roberto II, conte di Dreux                  |  |  |       |  |  |                              |  |  |                           |  |
|                              |                           | Roberto III, conte di Dreux               | Iolanda di Coucy                            |  |  |       |  |  |                              |  |  |                           |  |
| Yolanda di Dreux             |                           | Roberto III, conte di Dreux               |                                             |  |  |       |  |  |                              |  |  |                           |  |
|                              |                           | Eleonora, signora di Saint-Valéry         | Tommaso, signore di Saint-Valéry            |  |  |       |  |  |                              |  |  |                           |  |
|                              |                           | Eleonora, signora di Saint-Valéry         | Tommaso, signore di Saint-Valéry            |  |  |       |  |  |                              |  |  |                           |  |
|                              |                           | Eleonora, signora di Saint-Valéry         | Adele di Ponthieu                           |  |  |       |  |  |                              |  |  |                           |  |
| Maria di Borgogna            |                           | Eleonora, signora di Saint-Valéry         |                                             |  |  |       |  |  |                              |  |  |                           |  |
|                              | Luigi VIII, re di Francia | Filippo II, re di Francia                 |                                             |  |  |       |  |  |                              |  |  |                           |  |
|                              | Luigi VIII, re di Francia | Filippo II, re di Francia                 |                                             |  |  |       |  |  |                              |  |  |                           |  |
|                              | Luigi VIII, re di Francia | Isabella di Hainaut                       |                                             |  |  |       |  |  |                              |  |  |                           |  |
| Luigi IX, re di Francia      | Luigi VIII, re di Francia |                                           |                                             |  |  |       |  |  |                              |  |  |                           |  |
|                              |                           | Bianca di Castiglia                       | Alfonso VIII, re di Castiglia               |  |  |       |  |  |                              |  |  |                           |  |
|                              |                           | Bianca di Castiglia                       | Alfonso VIII, re di Castiglia               |  |  |       |  |  |                              |  |  |                           |  |
|                              |                           | Bianca di Castiglia                       | Eleonora d'Inghilterra                      |  |  |       |  |  |                              |  |  |                           |  |
| Agnese di Francia            |                           | Bianca di Castiglia                       |                                             |  |  |       |  |  |                              |  |  |                           |  |
|                              |                           | Raimondo Berengario IV, conte di Provenza | Alfonso II, conte di Provenza               |  |  |       |  |  |                              |  |  |                           |  |
|                              |                           | Raimondo Berengario IV, conte di Provenza | Alfonso II, conte di Provenza               |  |  |       |  |  |                              |  |  |                           |  |
|                              |                           | Raimondo Berengario IV, conte di Provenza | Garsenda di Sabran, contessa di Forcalquier |  |  |       |  |  |                              |  |  |                           |  |
| Margherita di Provenza       |                           | Raimondo Berengario IV, conte di Provenza |                                             |  |  |       |  |  |                              |  |  |                           |  |
|                              |                           | Beatrice di Savoia                        | Tommaso I, conte di Savoia                  |  |  |       |  |  |                              |  |  |                           |  |
|                              |                           | Beatrice di Savoia                        | Tommaso I, conte di Savoia                  |  |  |       |  |  |                              |  |  |                           |  |
|                              |                           | Beatrice di Savoia                        | Margherita di Ginevra                       |  |  |       |  |  |                              |  |  |                           |  |
|                              |                           | Beatrice di Savoia                        |                                             |  |  |       |  |  |                              |  |  |                           |  |

### Fonti primarie
- (LA)  Monumenta Germaniae Historica, Scriptores, tomus XXIII.
- (LA)  Monumenta Germaniae Historica, Scriptores, Tomus XXIV.
- (LA)  Matthæi Parisiensis, Monachi Sancti Albani, Chronica Majorar, vol. IV.
- (LA)  Recueil des historiens des Gaules et de la France. Tome 20.
- (LA, FR)  Recueil des historiens des Gaules et de la France. Tome 21.
- (LA)  Cartulaire du comté de Ponthieu.
- (LA)  Cartulaire de Hugues de Chalon (1220-1319) .
- (LA)  André Du Chesne, Histoire généalogique de la maison de Dreux de Bar le Duc, de Luxembourg et....
- (LA, FR)  HISTOIRE ECCLESIASTIQUE ET CIVILE DE LORRAINE, Volume 2.

### Letteratura storiografica
- (FR)  Histoire des ducs de Bourgogne de la race capétienne, tome VI.
- (FR)  Histoire généalogique des ducs de Bourgogne de la maison de France.
- (FR) Georges Poull, La Maison souveraine et ducale de Bar. Presses universitaires de Nancy, 1994, ISBN 2864808315.